# Mushing
La carrera de trineos tirados por perros o mushing, aunque actualmente se considera un deporte, ha sido (y todavía es) una forma de transporte nórdica caracterizada por el uso de perros de tiro y esquís, que servía para desplazarse por superficies nevadas con rapidez. El término proviene de una antigua orden, en lengua francesa, para iniciar la marcha como "adelante", "a correr", "vamos", haciendo que el equipo empiece a tirar. En la actualidad, el término mush raramente se utiliza, pero al corredor de esta modalidad se le denomina musher o  guía del trineo.

## Modalidades
- Canicross, donde el guía participa corriendo ayudado por un solo perro, que por medio de un arnés se ata a la cintura y va corriendo.
- Bicicleta de nieve tirada por perros,[nota 1] donde el corredor utiliza un patinete[nota 2] o bicicleta[nota 3] ayudado por uno o dos perros (incluso puede darse el caso de utilizar más perros).
- Esquí tirado por perros, donde el musher, en condiciones idóneas de nieve, utiliza esquíes de fondo ayudado por uno o dos perros.
- Triciclo, donde el guía utiliza un vehículo de tres ruedas ayudado por tres o cuatro perros o más.
- Cart,[cita requerida] donde el corredor, junto a un trineo equipado con cuatro ruedas o patines para la nieve, es ayudado por entre seis y doce perros. En tierra la categoría está limitada a ocho perros y en nieve existe la categoría ilimitada.

En algunas competiciones, se suelen añadir categorías exclusivas para las razas nórdicas puras, y otra abierta para cualquier tipo de perro.
Debido al alto índice de profesionalización que este deporte viene sufriendo últimamente, cada día se ven más perros de tiro compuestos por cruces de razas, aunque siempre hay guías que prefieren seguir utilizando perros nórdicos puros.
Otra modalidad de las carreras de trineos de perros es el Weight Pulling, que consiste en que el perro tiene un tiempo y una distancia a cubrir arrastrando un trineo con un determinado peso.

## Competiciones en España
- Monegros[1] - Carrera sobre tierra. Se desarrolla en el desierto de Monegros sobre un total de unos 150 km .
- Pirena[2] - Carrera sobre nieve. Se desarrollaba en los Pirineos.
- Copa de España de Mushing. Competición de diferentes carreras de mushing sobre tierra.